# Поймандр (трактат)
Поймандр, редко Пэмандр, Пемандр, Пимандер, Помандрес (др.-греч. Ποιμανδρις — пастырь мужей) — название первого из четырнадцати трактатов, составляющих «Герметический корпус», сборник текстов, чьё авторство приписывается мифическому Гермесу Трисмегисту. Словом «Пэмандр» в тексте именуется говорящий с Гермесом Трисмегистом божественный Ум.
Тексты Гермеса Трисмегиста долгое время относили к оккультизму.
14 герметических трактатов, под общим заглавием «Пэмандр», были переведены на латинский язык Марсилио Фичино (1433—1499), напечатавшим этот перевод в 1471 году. Греческий текст (вместе с Фичиновым переводом) впервые напечатал Адриан Турнеб (1512—1565) в Париже в 1554 году. Немецкий перевод Тидемана 1781 года.
Среди персонажей герметических трактатов фигурируют Гермес Трисмегист, Асклепий, Хор (сын Исиды), Агатодемон, Пэмандр и Тат.
В трактате «Пэмандр» Бог определяется как Ум (Νοΰς), в образе света, противоположный влажной натуре, происходящей из тьмы. Ум порождает из себя Логос (Λογος), как свет от света. Ум — это Бог отец, Логос — сын Божий. «Откуда, — спрашивает Гермес Трисмегист, — произошли стихии природы?» — Пэмандр отвечает: «Из воли Бога, который, взяв свой Логос и созерцая в нём порядок и красоту, создал мир по этому прототипу». И далее: «Ум — Бог мужской и женский — жизнь и свет, рождает чрез Логос ещё другой творческий ум — Божество огня и духа, — который в свою очередь образует семь служебных духов, обнимающих своими кругами чувственный мир и управляющих им посредством так называемой судьбы».